# Каменноімангулово
Каменноімангулово (рос. Каменноимангулово) — село у складі Ташлинського району Оренбурзької області, Росія.

## Населення
Населення — 276 осіб (2010; 343 у 2002).
Національний склад (станом на 2002 рік):
- татари — 57 %
- росіяни — 38 %